# Igreja de São Nicolau (Ringwould)
A Igreja de São Nicolau é a igreja paroquial da Igreja da Inglaterra da vila de Ringwould, no leste de Kent. Um edifício listado como Grau I, foi construído no século XII, com alterações no século XIV, restaurações do século XIX e uma torre oeste que data do ano de 1628.